# 11978 Makotomasako
11978 Makotomasako eller 1995 SS4 är en asteroid i huvudbältet som upptäcktes den 20 september 1995 av de båda japanska astronomerna Kazuro Watanabe och Kin Endate vid Kitami-observatoriet. Den är uppkallad efter Makoto och Masako Shima.
Asteroiden har en diameter på ungefär 9 kilometer.